# Melanzane ripiene

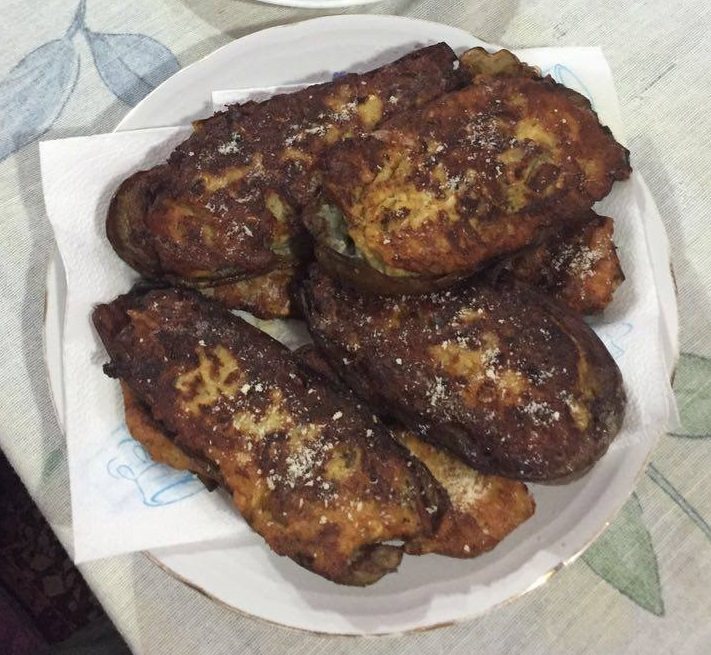

Melanzane ripiene, gefüllte Auberginen, in Kalabrien Melangiani chjini oder Mulingiani chini genannt, ist ein typisches Gericht der kalabresischen Küche, das vor allem im Großraum Reggio Calabria verbreitet ist. Es wird als Antipasto oder Hauptgericht serviert und kann heiß, warm oder kalt gegessen werden.
Das Gericht wurde vom italienischen Ministerium für Landwirtschafts-, Ernährungs- und Forstpolitik in die Liste der Prodotti agroalimentari tradizionali italiani (PAT), die „Liste der traditionellen Agrar- und Ernährungsprodukte“, aufgenommen.

## Zubereitung
Mittelgroße Auberginen werden längs in zwei Hälften geschnitten und in Wasser gekocht. Nach dem Abkühlen wird das Fruchtfleisch entfernt und zusammen mit eingeweichtem Brot, Eiern, Ziegenkäse, Peperoncino, gehacktem Knoblauch, Petersilie, Basilikum und Salz zu einem Teig verarbeitet, der in die Schalen gefüllt wird. Die Auberginen werden anschließend mit Olivenöl frittiert. Eine andere Variante ist die Füllung mit Stockfisch, Ricotta, Gemüse oder Kartoffeln.